# Hallucination
"Hallucination" é uma canção da cantora e compositora das Ilhas Faroé Sissal. Descrita como uma experiência de encontrar alguém com uma grande conexão, foi lançada a 6 de fevereiro de 2025 através da Virgin. Foi escrita por Sissal, juntamente com Chris Rohde-Frisk, Lina Spangsberg, Linnea Deb, Malthe Johansen, Marcus Winther-John e Melanie Gabriella Hayrapetian. A canção representou a Dinamarca no Festival Eurovisão da Canção de 2025.

## Composição
A canção foi composta e escrita por Sissal, juntamente com Lina Spangsberg, Linnea Deb, Marcus Winther-John, Melanie Gabriella Hayrapetian, Chris Rohde-Frisk e Malthe Johansen, sendo que os dois últimos e Joy Deb produziram a canção. Como descrito por Sissal, a canção trata de «encontrar uma pessoa com quem a conexão é tão real que quase parece irreal». O site Wiwibloggs chamou a música de dança de «inspirada em EDM».